# 愛爾蘭鱒
愛爾蘭鱒，為輻鰭魚綱鮭形目鮭科的一種，被IUCN列為次級保育類動物。

## 分布
本魚分布於愛爾蘭Lough Melvin湖。

## 特徵
本魚體呈紡錘狀，略側扁，體呈金色至黃色，並點綴黑色及橘色斑點，尤其在側線兩旁，雄於體長比雌魚長3倍，體長可達36公分。

## 生態
本魚棲息在湖泊，屬肉食性，以無脊椎動物或昆蟲等為食，繁殖期時在泊的北邊沙岸產卵。

## 經濟利用
為食用魚，由於過度捕撈，導致族群瀕臨絕種。